# سكوت تايلور (لاعب دوري الرغبي)
سكوت تايلور (بالإنجليزية: Scott Taylor)‏ هو لاعب دوري الرغبي بريطاني، ولد في 27 فبراير 1991 في كينغستون أبون هال في المملكة المتحدة.